# Loxoblemmus campestris
Loxoblemmus campestris är en insektsart som beskrevs av Keiichi Matsuura 1988. Loxoblemmus campestris ingår i släktet Loxoblemmus och familjen syrsor. Inga underarter finns listade i Catalogue of Life.